# Meehanite
Meehanite-Gusseisen ist die gesetzlich geschützte Handelsmarke einer Anzahl hochentwickelter Gusseisenwerkstoffe. Diese werden durch die Kombination ihrer mechanischen Eigenschaften für bestimmte technische Verwendungszwecke geeignet gemacht. Ein im Jahre 1931 in den USA an Augustus F. Meehan erteiltes Patent ist Namensgeber für diese Werkstoffe, bei welchem durch ein spezielles Impfverfahren mittels CaSi-Legierungen ein sehr feiner Grafit im Gefüge ausgebildet wird.
Entwickelt wurde es in den USA durch Meehan und Smalley in den 1920er Jahren. 